# Arnaud de Rosnay
Pour les articles homonymes, voir de Rosnay.
Arnaud Fromet de Rosnay, plus connu sous le nom Arnaud de Rosnay, est un photographe, surfeur et aventurier français, né le 9 mars 1946 à Paris et disparu le 24 novembre 1984 dans le détroit de Taïwan, en mer de Chine.

## Photographe
Âgé de 18 ans, il fréquente Marisa Berenson, 17 ans, mannequin. Elle l'oriente vers la photographie de mode et le présente à Richard Avedon qui l'engage comme assistant. Il collabore au magazine Vogue et devient rapidement un photographe reconnu, prenant des clichés de Marisa pour de nombreux magazines, puis devenant un photographe indépendant. Arnaud de Rosnay réalise en 1971 des reportages remarqués sur les mines de diamant en Afrique du Sud, sur les collections de pierres précieuses du palais de Topkapı à Istanbul, puis les collections de diamants du shah d'Iran Mohammad Reza Pahlavi.
Il se consacre ensuite davantage au surf, à la planche à voile et à sa passion pour la nature, et devient photographe pour la revue américaine Surfer Magazine de John Severson. Il épousera la fille de ce dernier (voir plus bas).

## Sportif et aventurier

### Promotion duskateboarden France
Arnaud de Rosnay et son frère Joël participent activement à l'introduction de la planche à roulettes en France, dès 1963. Ils font la promotion du « roll surf » dans la presse et organisent les premiers championnats de France à Biarritz avec leurs amis surfeurs en 1965. Puis, en 1966, ils installent la compétition au Trocadero à Paris et Arnaud de Rosnay en devient le premier champion français.

### Pionnier du surf en France
Arnaud de Rosnay découvre le surf par son frère Joël. En effet, Joël de Rosnay est l'un des tout premiers surfeurs de la côte basque, dès 1957, grâce au longboard que le scénariste Peter Viertel lui confie cet été-là, après le tournage du film Le soleil se lève aussi. Un premier groupe de surfeurs se forme autour de cette planche sur la plage de la côte des Basques : c'est le premier noyau des « tontons surfeurs » qui, pendant l'hiver suivant à Paris, fabriquent leurs premières planches en balsa, effectuant des dessins qui s'inspirent de photos issues du magazine National Geographic.

### Inventeur duspeed sail

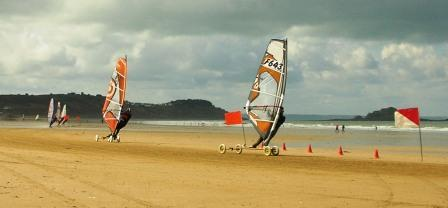
Compétition de speed sail.

En 1977, Arnaud de Rosnay invente le speed sail — objet hybride situé entre la planche à voile et le skateboard — et, en avril 1979, traverse une partie du Sahara et du Sahel entre Nouadhibou en Mauritanie et Dakar au Sénégal, soit 1 380 km, en 58 heures étalées sur 12 jours,.

### Origines dukitesurf
En 1980, lors de la préparation de la traversée entre les Marquises et Tuamotu, il choisit le cerf-volant pour assurer la navigation de sa planche car cela permet de conserver un cap différent du vent-arrière en modifiant le point d'arrimage du parafoil à la planche. Il s'agit d'une première version du kitesurf, dont il est alors l'un des pionniers.

### Planche à voile de vitesse

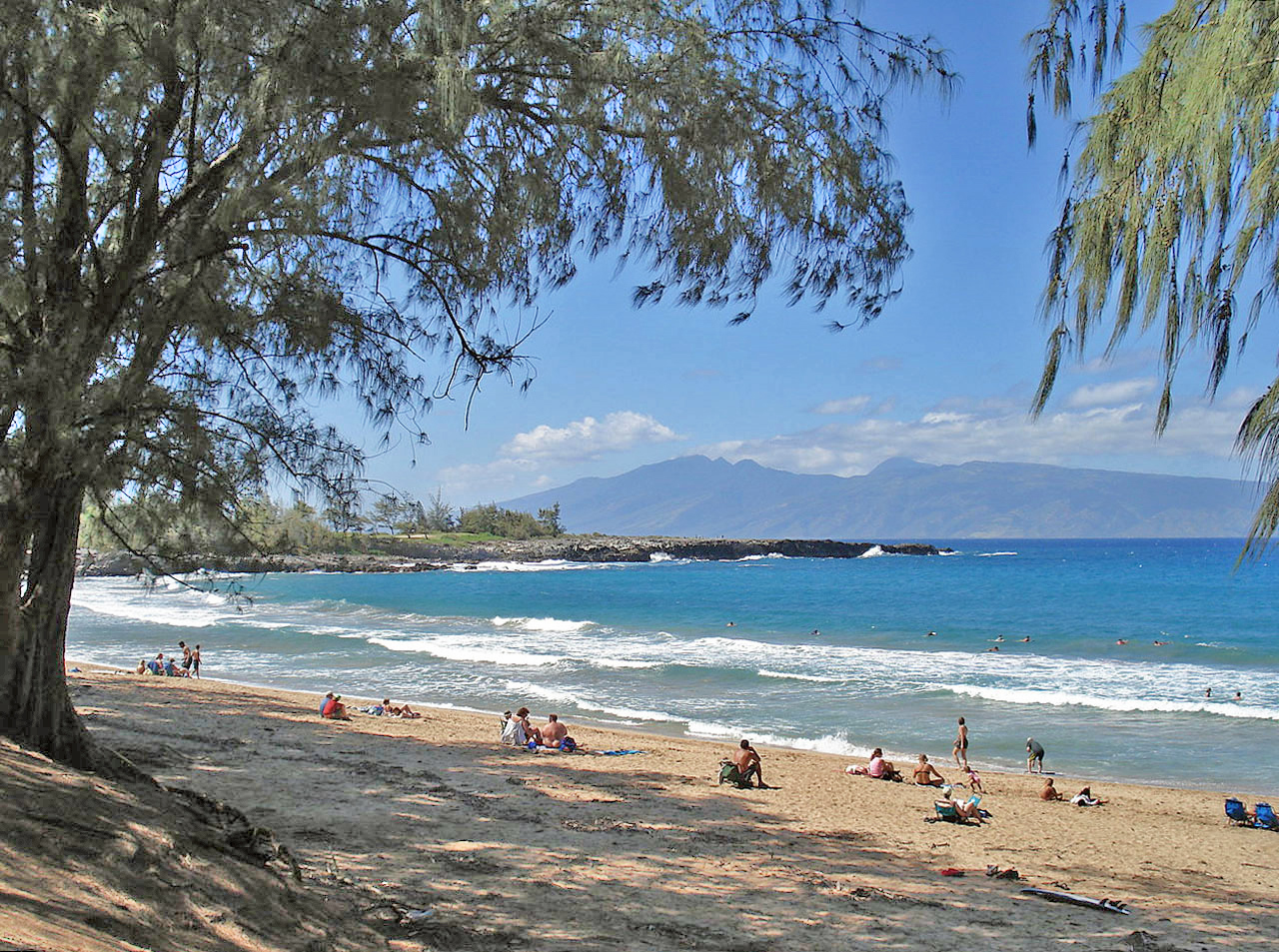
Fleming Beach, Maui.

Habitué à battre à la course des windsurfers avec son Hobie Cat, il est intrigué par les performances des planches à voile : une occasion se présente à lui d'en essayer une en 1976, lorsqu'un ami lui donne sa planche ; il a alors 30 ans. Il devient très vite un excellent véliplanchiste de vitesse, et crée en 1981 la première course de vitesse primée en planche à voile, la Speed crossing dans l'archipel d'Hawaï. Cette course de 40 kilomètres part de Fleming Beach à Maui, contourne Mokuhuniki Rock au large de la côte de Molokai, puis retourne vers Fleming pour l'arrivée. Environ 80 concurrents venus du monde entier se présentent pour ce premier défi. Arnaud de Rosnay se classe deuxième derrière le futur champion du monde Robby Naish. Les talents de promoteur d’Arnaud de Rosnay attirent de nombreux journalistes, et en conséquence des sponsors, lesquels permettent ensuite de financer le monde de la planche à voile. Rosnay fait réaliser un film sur cette course, qui devient le point de départ des films documentaires sur le surf.

## Grandes traversées en solitaire

### Traversée du détroit de Bering
Le 29 août 1979, Arnaud de Rosnay quitte l'Alaska près de Wales sur sa planche à voile, en passant au nord des îles Diomède. Les conditions climatiques sont telles qu'il ne survivrait pas à une nuit en pleine mer. Il est alors contraint de toucher les côtes sibériennes, huit heures plus tard avant la tombée de la nuit, après 125 km de traversée.

### Traversée entre les îles Marquises et l'archipel des Tuamotu

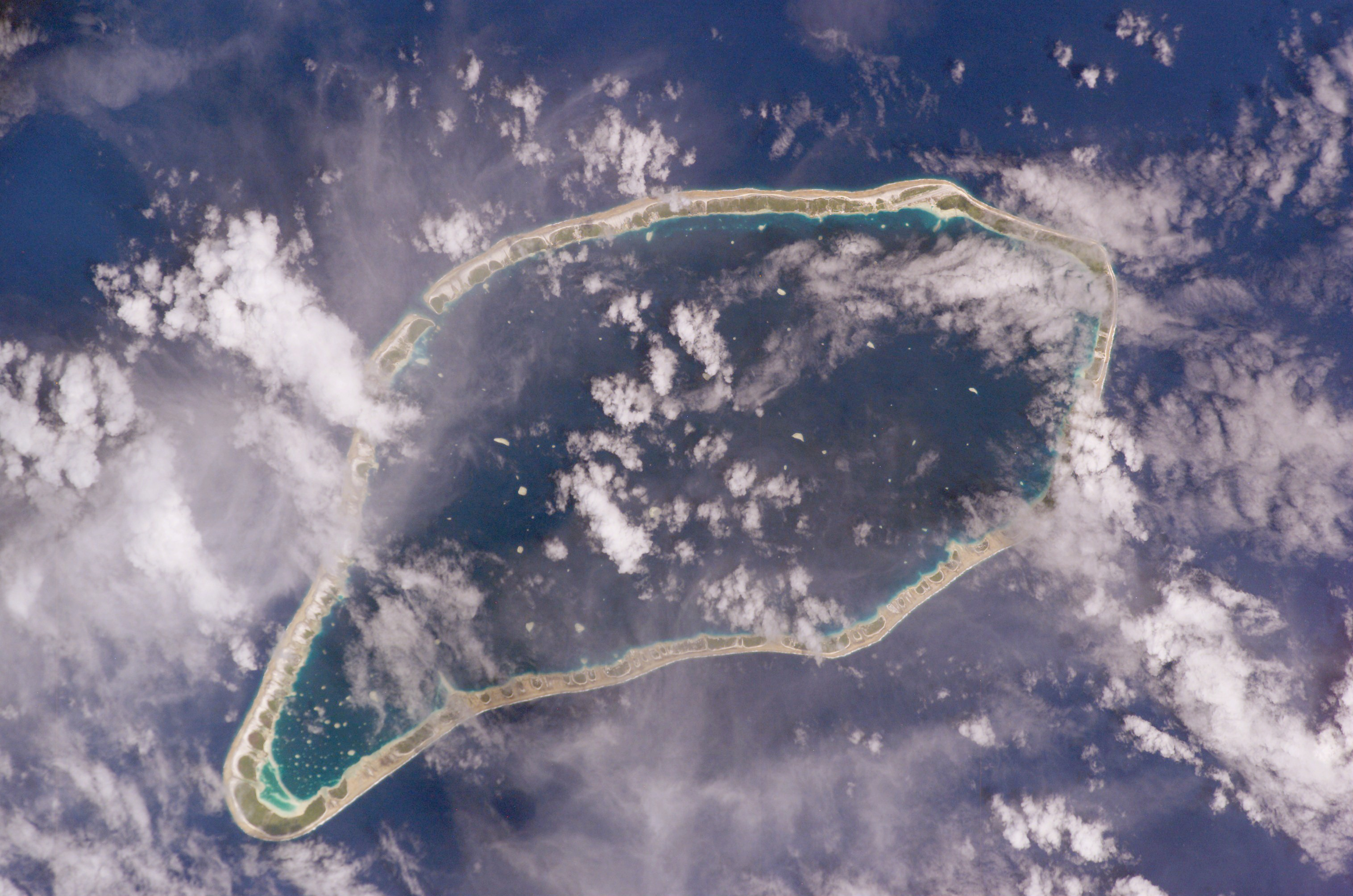
L’atoll de Ahé, dans les îles du Roi Georges.

Le 31 décembre 1980, Arnaud de Rosnay quitte l'île de Nuku Hiva, dans l'archipel des Marquises pour rejoindre Hawaï avec l'aide des alizés. Il effectue cette traversée en solitaire, de plus de 900 kilomètres, sur une planche à voile équipée de flotteurs gonflables — qu’il a conçue lui-même — sans la moindre assistance extérieure. Il s'était longuement préparé, notamment avec Bernard Moitessier.[Passage problématique]
Après avoir été porté disparu, il est activement recherché, notamment par la Marine nationale. On le retrouve finalement alors qu'il a réussi à rejoindre en catastrophe l’atoll de Ahé, dans les îles du Roi Georges après onze jours et dix nuits de traversée. Cette expérience de naufragé se révèle finalement très dure pour Rosnay, qui a enduré d’importantes souffrances physiques. Une controverse se développe en France qui met en doute le récit du naufragé  : il en résulte une très grande publicité pour Arnaud de Rosnay, et la planche à voile encore peu connue du grand public.

### Traversée entre la Floride et Cuba
En janvier 1984, cette traversée de 160 km — entre Key West et Cuba — est effectuée en 6 heures 55 minutes. Il est pour l'occasion accompagné par deux reporters et sa femme qui le suivent en vedette rapide alors que la mer est très difficile. Ils débarquent finalement au nord de La Havane, et rentrent deux jours plus tard avec leur bateau vers la Floride. Cette traversée avait été minutieusement préparée pendant deux mois au moyen de séances d'entrainement rigoureuses organisées avec sa femme Jenna, sur l'île Moustique où ils étaient les invités de leur ami le lord écossais Colin Tennant.

### Traversée du détroit de La Pérouse entre Hokkaido et Sakhaline
Cette traversée entre Hokkaido, au Japon, et l’île de Sakhaline, à l'époque en Union soviétique, est réalisée le 31 juillet 1984, en trois heures et demie. La traversée du détroit de La Pérouse, s'effectue à la suite d'une séance d'entraînement, en prenant par surprise les autorités japonaises et soviétiques opposées à cette expédition. Le brouillard est épais, la mer glacée, et les courants sont contraires et assez violents. Arnaud de Rosnay finit par rejoindre une plage déserte et suit la côte pour rencontrer des habitants ; il est ensuite rapatrié au Japon sous la conduite de l'armée soviétique.

## Disparition en mer de Chine

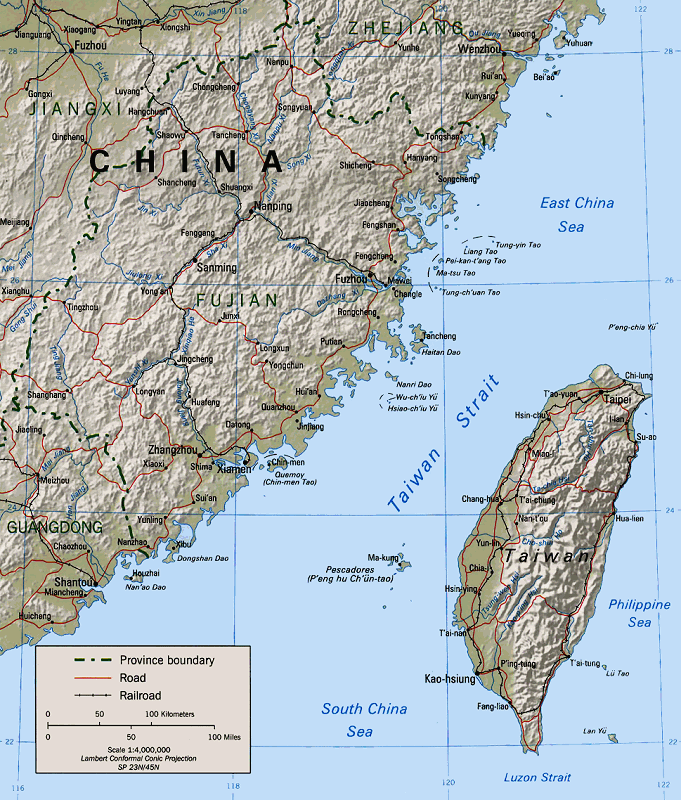
Le détroit de Formose.

Le 24 novembre 1984, Arnaud de Rosnay disparaît au cours de la traversée du détroit de Formose entre la Chine et Taïwan, qu'il effectue sur une planche à voile.

## Hommage
- Le groupe français Gold rend hommage à Arnaud de Rosnay dans sa chanson Capitaine abandonné (décembre 1985), en même temps qu'à Philippe de Dieuleveult, disparu en 1985 (mais également à Philippe Jeantot)[19].

## Famille
Il est le fils du peintre Gaëtan de Rosnay et de son épouse, née Natacha Koltchine, et ainsi le frère de Joël de Rosnay et l'oncle de Tatiana de Rosnay, écrivain. Il a été brièvement marié à Isabel Goldsmith-Patiño, puis à Jenna Severson avec laquelle il a eu une fille Alizé, née en 1984.